# 茂叻鎮區
茂叻鎮區為緬甸實皆省茂叻縣的鎮區。2014年人口51,314人，區域面積3,513.7平方公里。茂叻為該鎮區以及茂叻縣之首府。

## 外部連結
- Maplandia World Gazetteer （页面存档备份，存于） - map showing the township boundary